# Apple TV 4K (2-го поколения)
Apple TV 4K (2-го поколения) — приставка корпорации Apple, вышедшая 20 апреля 2021 года. Второе поколение линейки приставок с поддержкой 4K-разрешения.

## История
Приставка была представлена во время презентации Apple 20 апреля 2021. Как фишки приставки, были выделены новый пульт и поддержка HDR в 4K. Они и стали главными отличиями от прошлого поколения.
Предзаказ приставок начал работать с 30 апреля 2021 года в некоторых странах Европы. С официального сайта напоминание об этом было убрано. Позже, по слухам, которые были взяты из кода бета-версии iOS 14.6, устройство должны были появиться на рынке 21 мая. 18 мая Apple официально подтвердила эту дату. Однако, при вёрстке сайта, оказывалось, что ближайшие даты получения приставки после предзаказа неизвестны.

## Сравнение спредыдущим поколением
Главнам отличием от предущего поколения является пульт Apple TV Remote. Теперь он стал толще, добавилась новая кнопка «Выключить звук», а «Поиск» ушёл на боковую сторону пульта.

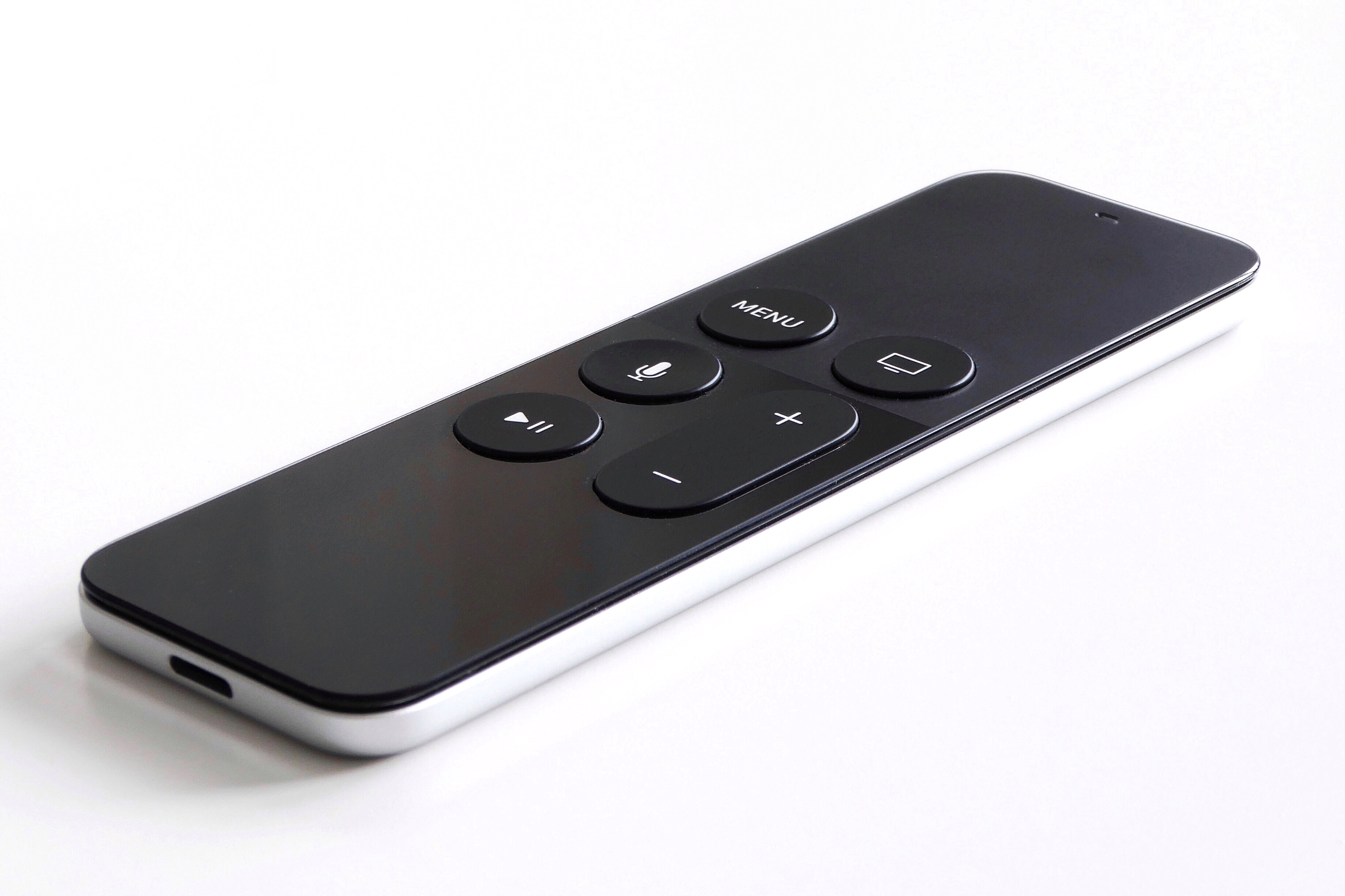
Apple TV Remote от Apple TV HD, похож на пульт первого поколения Apple TV 4K, но отсутствует белая каёмка у кнопки «Menu»

## Комплектация
В комплект входит сама приставка и пульт от неё, а также кабель питания приставки, кабель питания пульта (Lightning) и документация с инструкцией о установке и базовых командах.

## Характеристика

### Разъёмы
Приставка имеет три разъёма: питание, HDMI 2.1 и GigaBit Ethernet (требуется подключение к беспроводной сети 802.11, сети Ethernet или широкополосное соединение

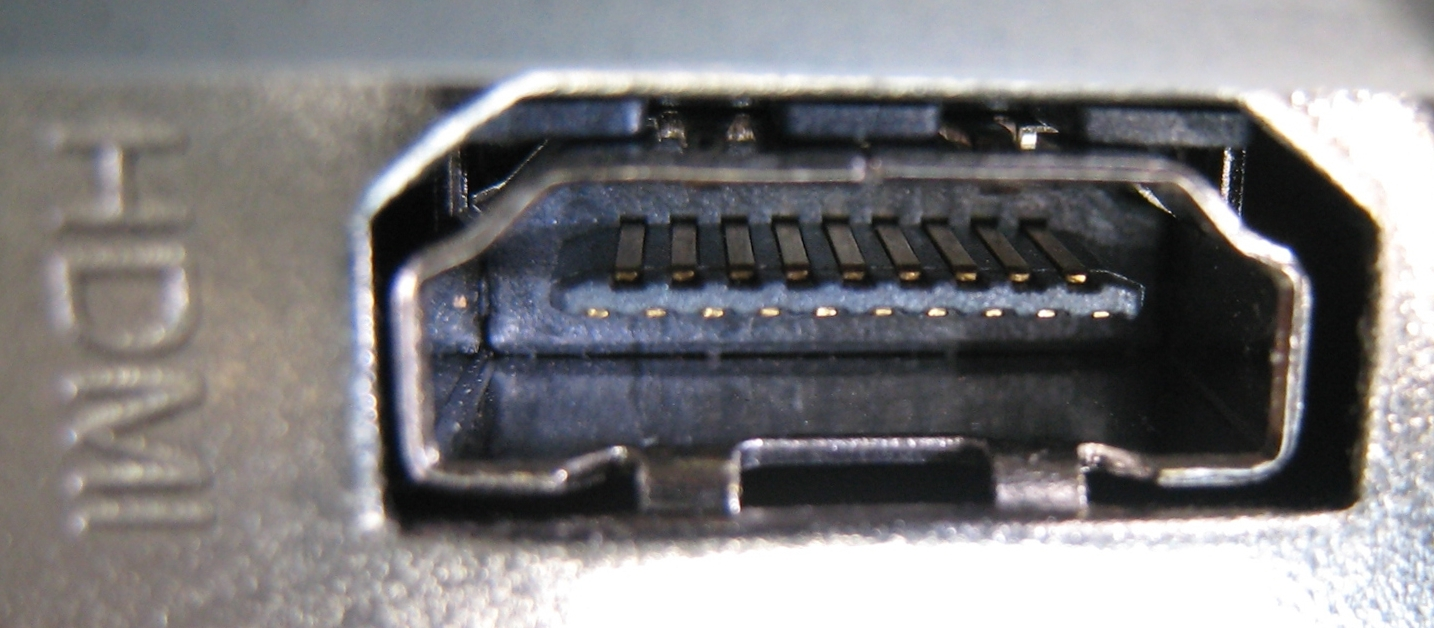
HDMI

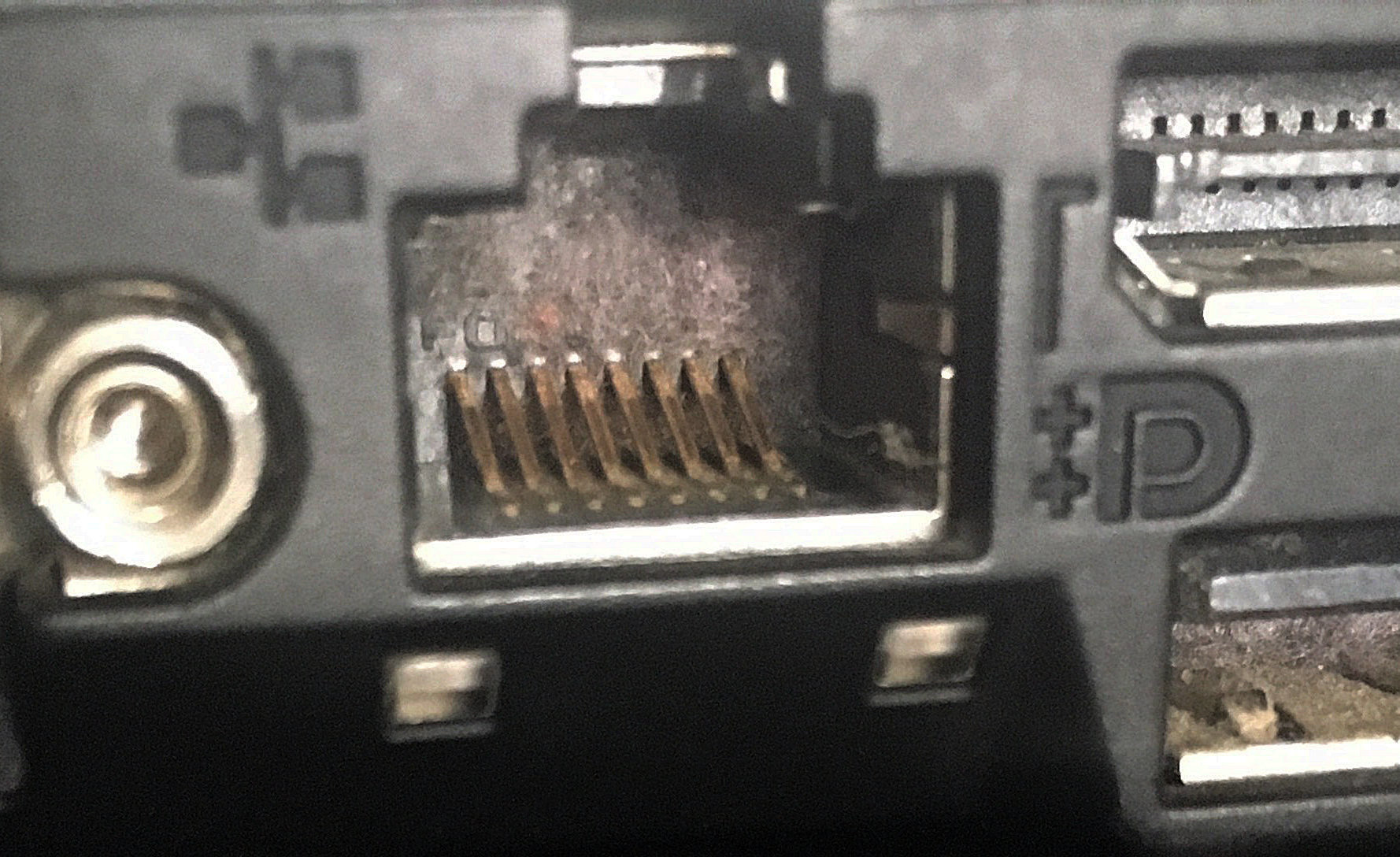
GigaBit Ethernet

Из интерфейсов, имеет 5-е поколение Bluetooth и датчик приёма ИК-лучей.

### Аудио- и видео- форматы

#### Аудио
Приставка может воспроизводить звуковые файлы в следующих форматах:
- HE-AAC (V1),
- AAC (до 320 Кбит/с),
- защищённый AAC (для файлов из iTunes Store), MP3 (до 320 Кбит/с),
- MP3 VBR,
- Apple Lossless,
- FLAC,
- AIFF,
- WAV,
- AC-3 (Dolby Digital 5.1),
- E-AC-3 (объёмный звук Dolby Digital Plus 7.1),
- Dolby Atmos

#### Видео
Приставка может воспроизводить видео-файлы в следующих форматах:
- H.264/HEVC SDR до 2160p, 60 кадров в секунду, Main/Main 10 Profile
- HEVC Dolby Vision (Profile 5)/HDR10 (Main 10 Profile) до 2160p, 60 кадров в секунду
- H.264, Baseline Profile уровня 3.0 или ниже со звуком AAC-LC до 160 Кбит/с на канал, 48 кГц, стереозвук в форматах .m4v, .mp4 и .mov
- MPEG-4 до 2,5 Мбит/с, 640×480 пикселей, 30 кадров в секунду, Simple Profile со звуком AAC-LC до 160 Кбит/с, 48 кГц, стереозвук в форматах .m4v, .mp4 и .mov

#### Фото
Приставка поддерживает HEIF, JPEG, GIF, TIFF и PNG.